# Carl Martin Dorfner
Martin Dorfner (auch Carl Martin Dorfner) (* 22. Dezember 1783 in Hirschau; † 12. August 1845 ebenda) war ein bayerischer Gastronom und Politiker.

## Leben
Nach dem Gymnasium in Amberg studierte Karl Martin Dorfner an der Universität Landshut Recht. 1807 beendete er das Studium vorzeitig, da er die Tafernwirtschaft „Zum Schwarzen Bären“ und das Gut seiner Tante Maria Margareta Trösch in Hirschau für 4870 Gulden käuflich erwerben konnte. 1808 heiratete er in erster Ehe Anna Maria von Diez. Von den zehn Kindern verstarben sechs in den ersten Lebensjahren. 1826 vermählte er sich in zweiter Ehe mit Klara Proels, mit der er noch vier Kinder hatte. Martin Dorfner besaß von 1826 bis 1833 als einer der vier Gründer Anteile an der Hirschauer Steingutfabrik. 
1826 gründete Dorfner zusammen mit seinem Bruder Josef Konstantin Dorfner und Heinrich Waffler aus Regensburg, der zuvor in der Amberg Fayencefabrik tätig war, eine Steingutfabrik in Hirschau. 1833 veräußerte er seinen Anteil von 25 Prozent.
1840 betrieb er mit zwei Teilhabern eine selbständige Kaolinschlämmerei samt Abbau in der nähe der Armenhauskapelle in Hirschau.

## Politik
Von 1818 bis 1822 sowie von 1837 bis 1845 war er Bürgermeister der Stadt Hirschau. Von Februar 1819 bis 1822 gehörte er als Abgeordneter der Klasse V in der Kammer der Abgeordneten der ersten gewählten Bayerischen Ständeversammlung an. Von 1829 bis zu seinem Tod war er zudem Mitglied des Landrats des Regenkreises. Dorfner galt als gemäßigt liberal. Sein Bruder Florian war ebenfalls Abgeordneter.

## Anmerkung
1. ↑  
Im Taufmatrikel von Hirschau trug der Pfarrer den 23. Dezember als Tauftag an, siehe Quelle Matricula Online. Der 22. Dezember entstammt dem familiären Umfeld und dürfte daher das richtige Datum für die Geburt sein.

| Personendaten    | Personendaten                       |
| ---------------- | ----------------------------------- |
| NAME             | Dorfner, Martin                     |
| KURZBESCHREIBUNG | bayerischer Gastronom und Politiker |
| GEBURTSDATUM     | 22. Dezember 1783                   |
| GEBURTSORT       | Hirschau                            |
| STERBEDATUM      | 12. August 1845                     |
| STERBEORT        | Hirschau                            |